# Пшедленче
Пшедленче (пол. Przedłęcze) — село в Польщі, у гміні Броншевиці Серадзького повіту Лодзинського воєводства.